# Вавилонський альманах
Вавилонський альманах — збірка передбачених астрономічних явищ на певний рік.
Альманахи бувають двох різновидів: 1) звичайні зоряні альманахи, відомі аккадською мовою як «вимірювання для року Х». 2) альманахи, відомі також аккадською мовою як «вимірювання проходження планет на рік Х». Ці два різновиди мають кілька спільних рис. Обидва вони поділені на розділи, що відповідають кожному місяцю певного вавилонського року. Кожен розділ починається з назви місяця і вказівки на те, чи попередній місяць містить двадцять дев'ять або тридцять днів. Далі текст продовжується протягом місяця, даючи передбачені дати першої видимості, останньої видимості, положення і коротких сходів будь-якої планети, які відбуваються в цьому місяці. Дати і передбачені обставини місячних і сонячних затемнень, і дати будь-якого рівнодення, сонцестояння або першої видимості, останньої видимості або короткого сходу Сіріуса, які відбуваються. Крім того, альманахи містять перелік знаків зодіаку, в яких перебуває кожна з видимих планет на початку місяця, а також дати впродовж місяця, коли планета переходить з одного знаку зодіаку в інший.
Звичайні зоряні альманахи, навпаки, дають дати проходження планети повз одну з груп опорних зірок, розташованих по всьому зодіаку, а також деякі додаткові прогнозовані місячні дані. Вважається, що астрономічні дані в двох різновидах були передбачені на основі спостережень, записаних у текстах цільового року.